# Unció

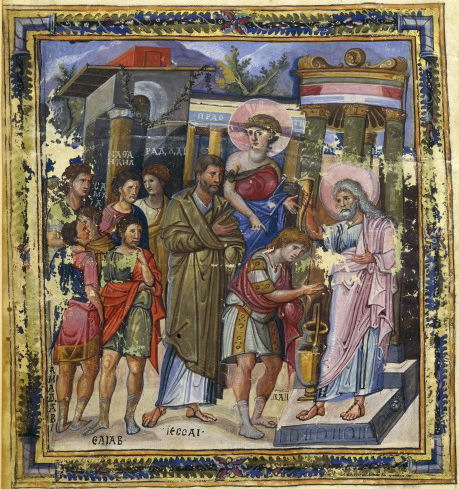
La Unció de David, del Saltiri de Paris, segle X (Biblioteca Nacional de França, París).

La unció o ungiment, és l'acte ritual d'abocar oli aromàtic sobre el cap d'una persona o sobre el cos sencer. Per extensió, el terme també s'aplica als actes relacionats amb l'aspersió, ruixat, o el fet d'untar una persona o objecte amb qualsevol oli perfumat, llet, mantega o un altre greix. Els olis d'essència són utilitzats com perfums i són compartits com un acte d'hospitalitat. El seu ús per introduir una influència o presència divina està enregistrada de temps remots; la unció també va ser utilitzada com a forma de medicina, pensada per alliberar persones o coses de dimonis i esperits perillosos que se'ls relacionava com a causa de les malalties.